# Philipp Rüfer
Philipp Bartholomé Rüfer, född 7 juni 1844 i Liège, död 17 september 1919 i Berlin, var en tysk tonsättare.
Rüfer, som var son till en tysk organist, verkade från 1871 i Berlin, där han 1881 blev lärare i piano- och partiturspel vid Julius Sterns musikkonservatorium. Förutom en symfoni, ouvertyrer, åtskilliga kammarmusikverk samt pianostycken och sånger komponerade han operorna Merlin (1887), som vann ej ringa framgång, och Ingo (1896). Han uppvisar stark påverkan av Richard Wagners musikdramer.